# Interlake Steamship Company
Interlake Steamship Company ist eine Schifffahrtsgesellschaft mit Sitz in Middleburg Heights im US-Bundesstaat Ohio, die ihr operatives Geschäft von den nordamerikanischen Großen Seen aus betreibt. Die Ursprünge der Gesellschaft gehen auf die 1883 gegründete Pickands Mather & Company zurück. Mehrere Firmenaufgaben und -zusammenschlüsse führten ab Anfang 1987 zur Eigenständigkeit unter der Führung der Geschäftsführer James Barker und Paul R. Tregurtha.
Nach eigenen Angaben besitzt die Gesellschaft eine Schiffsflotte von zehn Massengutfrachtern (überwiegend Große-Seen-Schiffe):
| Foto | Name                         | Indienst- stellung | Länge (m) | Tragfähigkeit |
| ---- | ---------------------------- | ------------------ | --------- | ------------- |
|      | Paul R. Tregurtha            | 1981               | 308,77    | 69.172        |
|      | James R. Barker              | 1976               | 304,81    | 61.564        |
|      | Mesabi Miner                 | 1977               | 304,81    | 62.335        |
|      | Lee A. Tregurtha             | 1942               | 251,76    | 24.588        |
|      | The Hon. James L. Oberstar   | 1959               | 245,67    | 32.412        |
|      | Kaye E. Barker               | 1952               | 233,78    | 28.388        |
|      | Herbert C. Jackson           | 1959               | 210,01    | 24.536        |
|      | Dorothy Ann-Pathfinder (ATB) | 1953               | 213,37    | 26.700        |
|      | John Sherwin                 | 1958               | 245,67    | 31.500        |
|      | Stewart J. Cort              | 1972               | 304,80    | 60.079        |